# بوستان مینیاتور تهران
بوستان مینیاتور تهران بوستانی در شرق تهران است که با هدف نمایش ماکت‌های مینیاتوری آثار میراث جهانی ایران که در فهرست یونسکو به ثبت رسیده‌اند، ساخته شده‌است. وسعت این پارک حدود ۳/۵ هکتار است. این بوستان در شمال خیابان جانبازان (گلبرگ) و شرق خیابان کرمان قرار دارد. ایده این پارک از باغ‌های ایرانی رونوشت شده‌است.
در فاز نخست ماکت تخت جمشید، چغازنبیل، میدان نقش جهان اصفهان، پاسارگاد، تخت سلیمان، گنبد سلطانیه، ارگ بم، کلیساهای ارمنی‌ها، کوه کتیبه بیستون، مجموعه شیخ صفی الدین اردبیلی، بازار تبریز و آبشارهای شوشتر برای بازدیدکنندگان ارائه شده‌است.
در فاز بعدی این پارک، گسترش ماکت‌های مینیاتوری گنبد قابوس، مسجد جامع اصفهان، کاخ گلستان و روستای دستکند میمند کرمان و دیگر باغ‌های نه گانه ایرانی به اجرا در می‌آید.

## دیگر امکانات
احداث بنای نگارخانه به وسعت ۷۵۰ مترمربع به منظور ایجاد نمایشگاه دائمی میراث فرهنگی، کتابخانه، فروشگاه محصولات فرهنگی، چایخانه، مونیتورینگ، سرویس‌بهداشتی و غیره از دیگر اقدامات انجام شده در بوستان مینیاتوری است.
روشنایی بوستان مخلوطی از پایه چراغ‌های خورشیدی و پایه چراغ‌های پیوسته به برق شهری و با کاربری از لامپ‌های ال‌ای‌دی است.

## ویژگی‌های طراحی بوستان
ابعاد اصلی طراحی بوستان باغ مینیاتور از روح هندسی باغهای ایرانی در ترکیب با استانداردهای پارک مینیاتوری الهام گرفته‌است که ماکتها در غالب ویژگی‌های شکل طبیعی زمین و نواحی جغرافیایی که آثار انتخاب شده در آن‌ها مستقر می‌باشند و با توجه به جهات جغرافیایی بناها در محیط اصلی خود استقرار یافته‌اند، در فاز اول ماکت مینیاتوری، ۱۲ اثر تاریخی زیر که هم‌اکنون در فهرست آثار جهانی ثبت شده‌اند با مقیاس یک بیست و پنجم اندازه واقعی در بوستان استقرار یافته‌اند: تخت جمشید، چغازنبیل، میدان امام ره (نقش جهان) اصفهان، پاسارگاد، تخت سلیمان، گنبد سلطانیه، ارگ بم، کلیساهای ارمنی‌ها، کوه و کتیبه بیستون، مجموعه شیخ صفی الدین اردبیلی، بازار تبریز و آبشارهای شوشتر.
شایان ذکر است که در فاز دوم توسعه، ماکت‌های مینیاتوری گنبد قابوس، مسجد جامع اصفهان، کاخ گلستان و بوستان دستکند میمند کرمان و دیگر باغهای ۹ گانه ایرانی اجراء خواهند گردید.

## ورودی‌ها
ورودی پیاده در بوستان مینیاتوری جنب بوستان تمدن (گلبرگ) احداث گردیده است، همچنین یک ورودی سواره جهت سرویس اضطراری از خیابان کرمان برای مجموعه پیش‌بینی شده‌است.

## فضای سبز
در ردیف دو طرف معابر بوستان از گونه‌های لیکوستروم پیوندی و مورد پیوندی استفاده شده که فرم درختی دارد، حدود ۷۰ درصد گیاهان استفاده شده همیشه سبز و ۳۰ درصد آن‌ها خزان پذیر می‌باشند. انواع گیاهان غالب کاشته شده شامل گونه‌های زیر می‌باشد:
چنار، ماگنولیای سبز، بلوط خزان شونده، میخک هندی ابلق، افرای چینی، مورد پیوندی، گوجه گل، سنجد همیشه سبز، یاس هلندی (لیکوستروم پیوندی)، ژینکگو، سدروس، کاج موگو و ...

## سیستم آبیاری بوستان
شامل یک مخزن ۶۰۰ متر مکعبی جهت ذخیره آب و یک ایستگاه پمپاژ دور متغیر جهت صرفه جویی در مصرف آب و برق می‌باشد.

## ابنیه و امکانات بوستان
-تأسیسات الکتریکی تلفیقی از پایه چراغ‌های خورشیدی (سولار) و پایه چراغ‌های متصل به برق شهری با استفاده از لامپ‌های ال‌ای‌دی و کم‌مصرف
-طراحی و اجرای مبلمان بوستان شامل: نیمکت، آبخوری، نرده، تابلوهای هدایتگر، کتیبه‌های بوستان مینیاتور
-ساختمان گالری به مساحت ۷۵۰ متر مربع جهت ایجاد نمایشگاه دائمی میراث فرهنگی
- پارکینگ (درمجاورت بوستان، احداث پارکینگ طبقاتی در دستور کار شهرداری تهران قرار دارد)- کتابخانه- فروشگاه محصولات فرهنگی- چایخانه- مونیتورینگ- سرویس بهداشتی- مجموعه ورودی شامل: نگهبانی

## نگارخانه

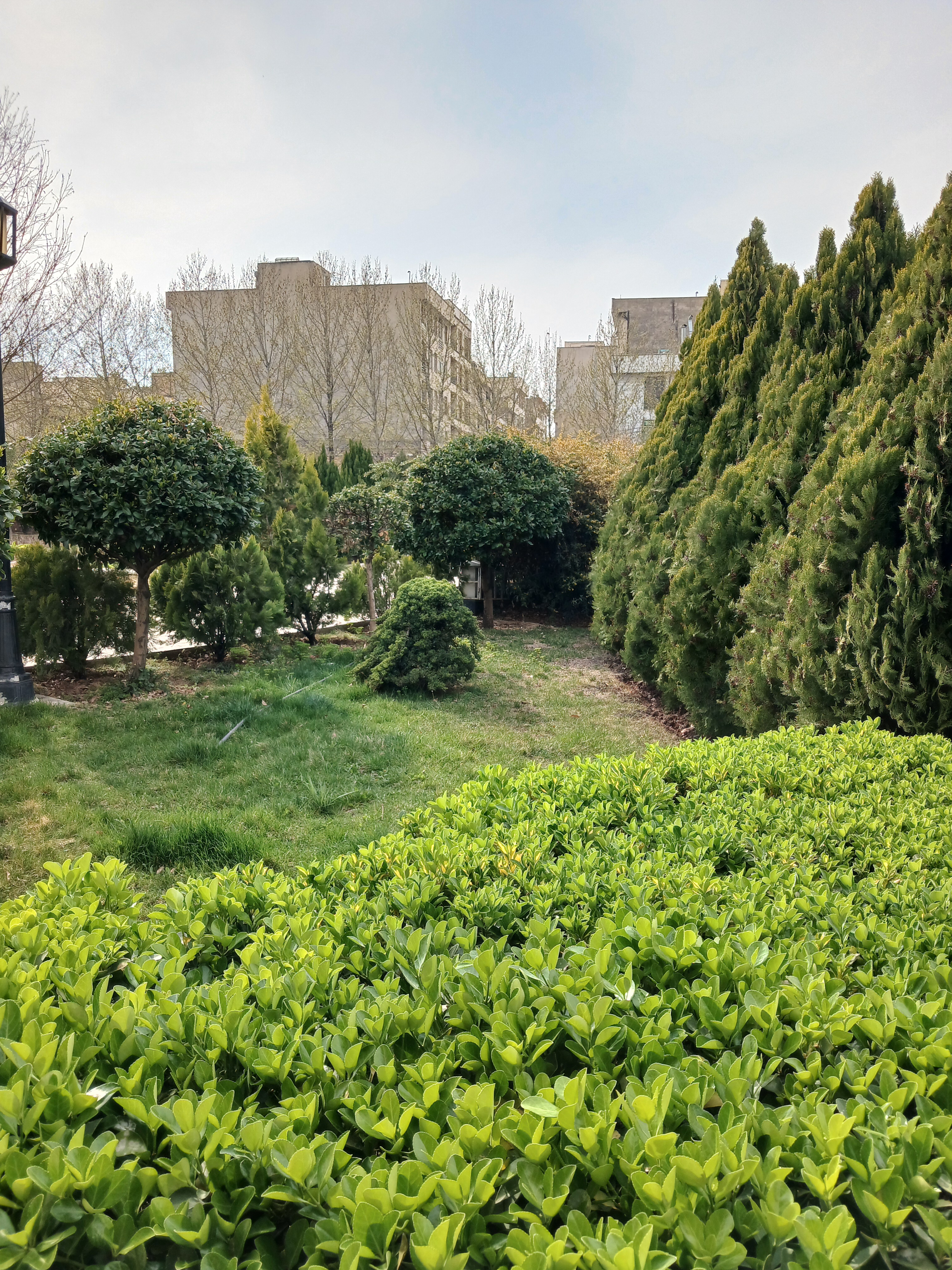
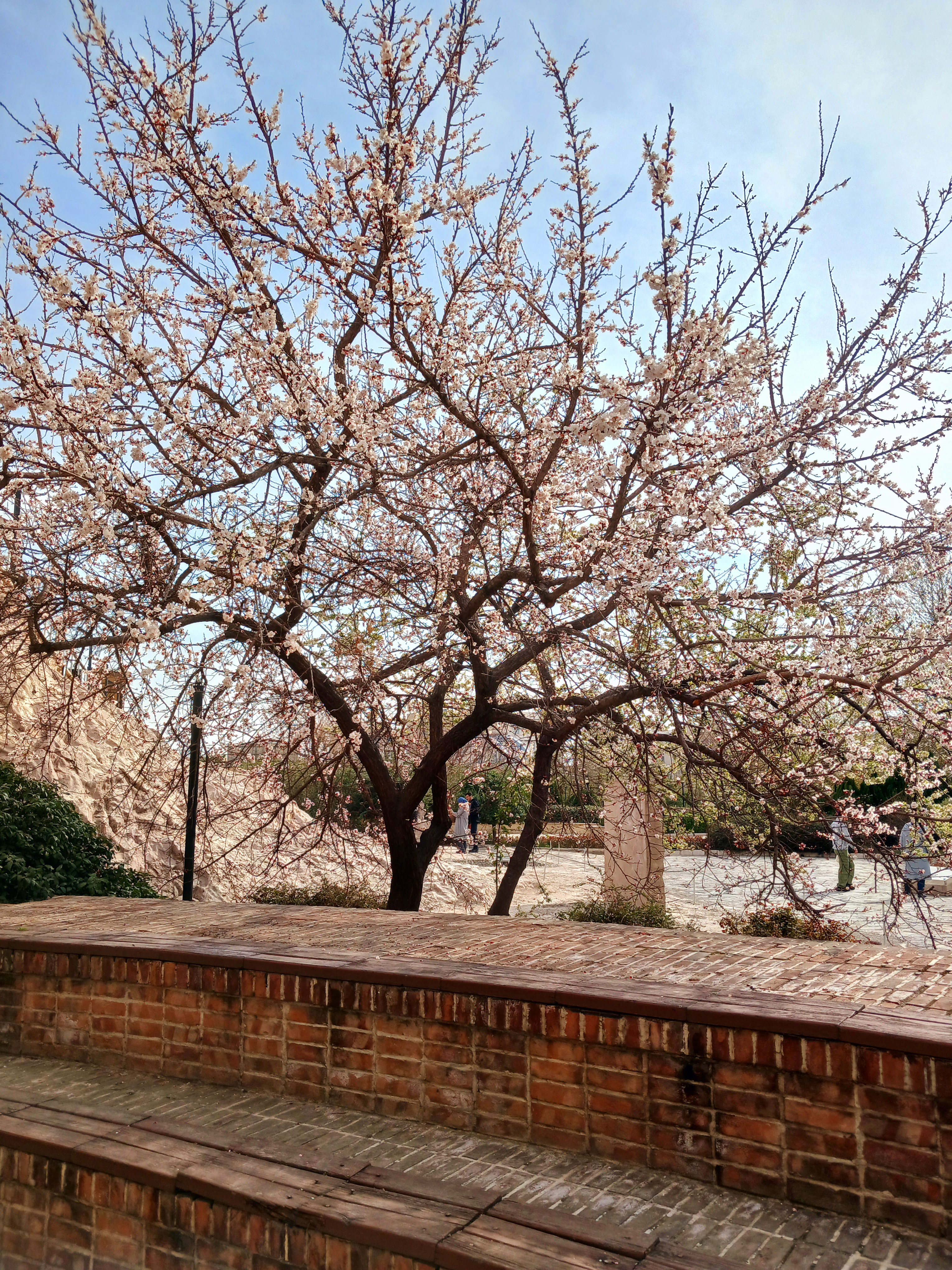
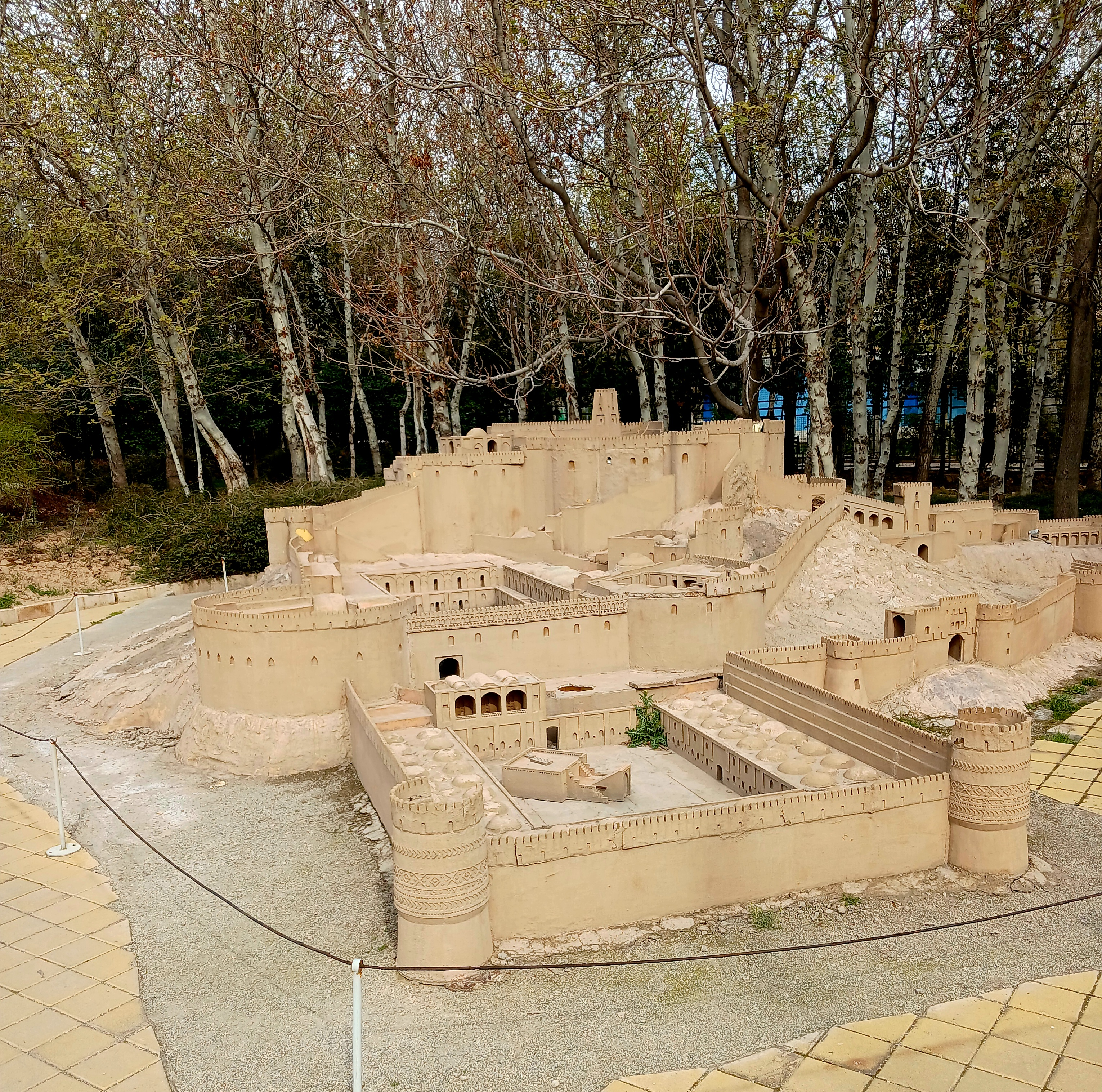
ماکت ارگ بم
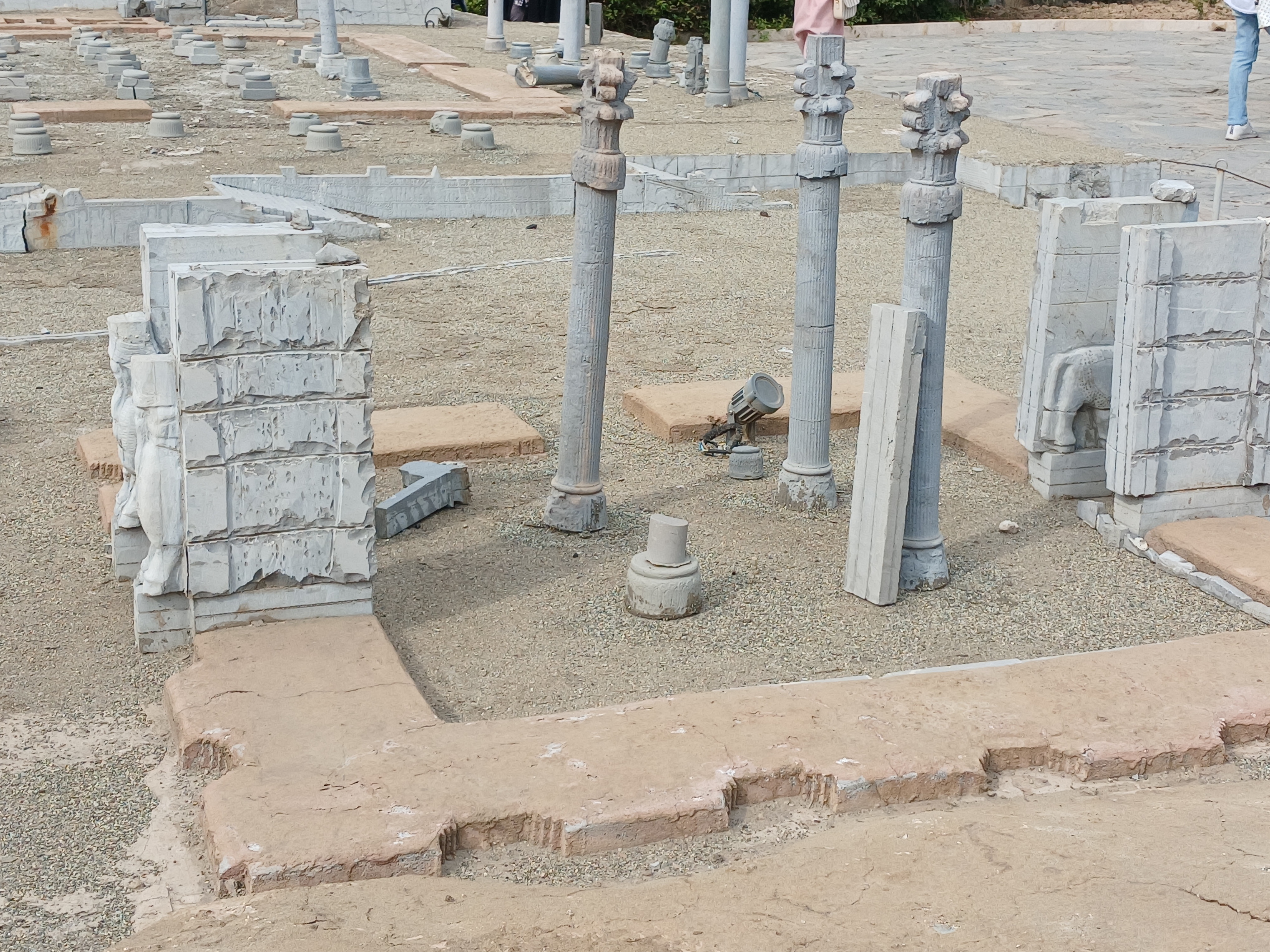
ماکت تخت جمشید
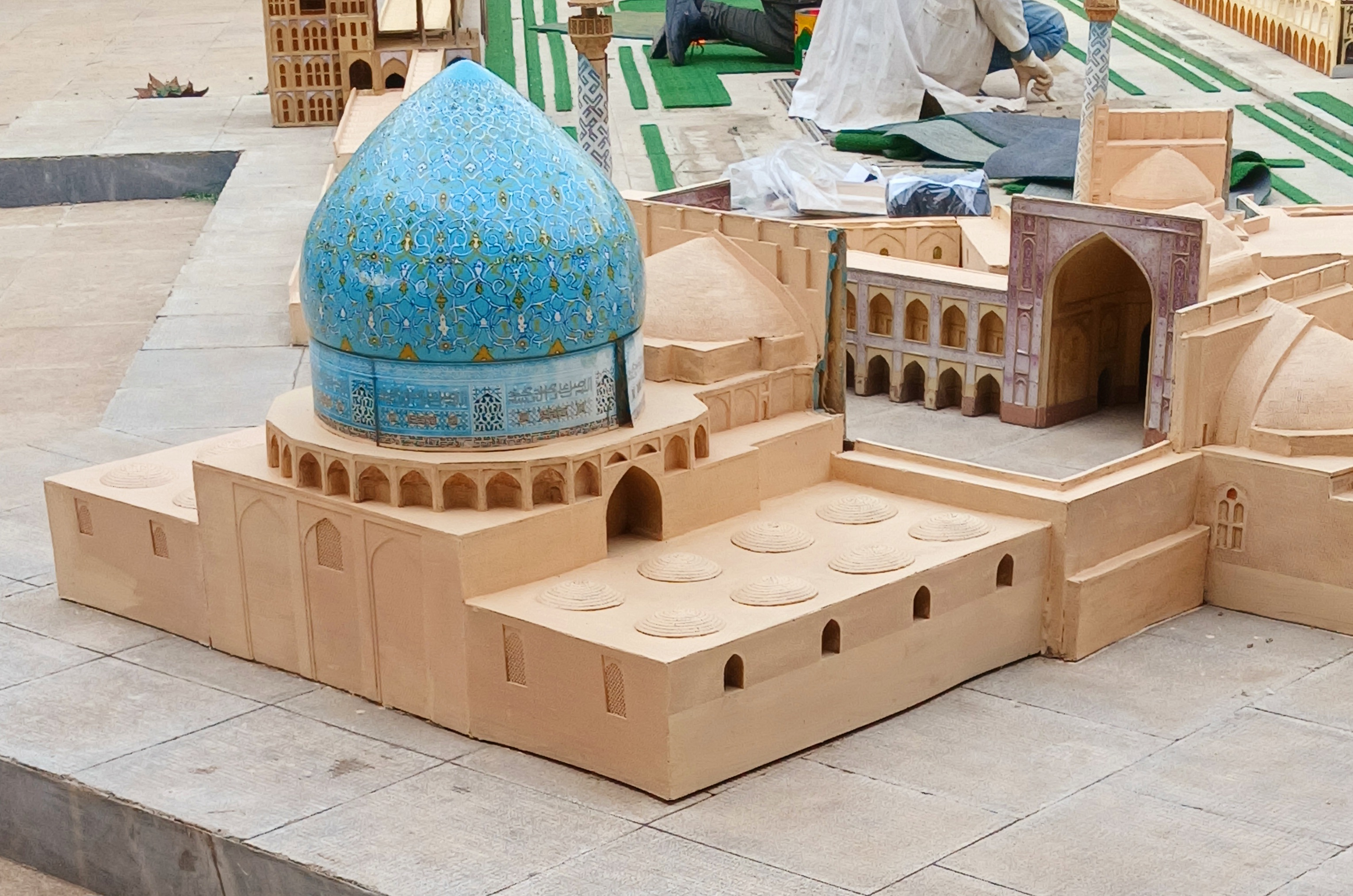
ماکت مسجد شاه (اصفهان)
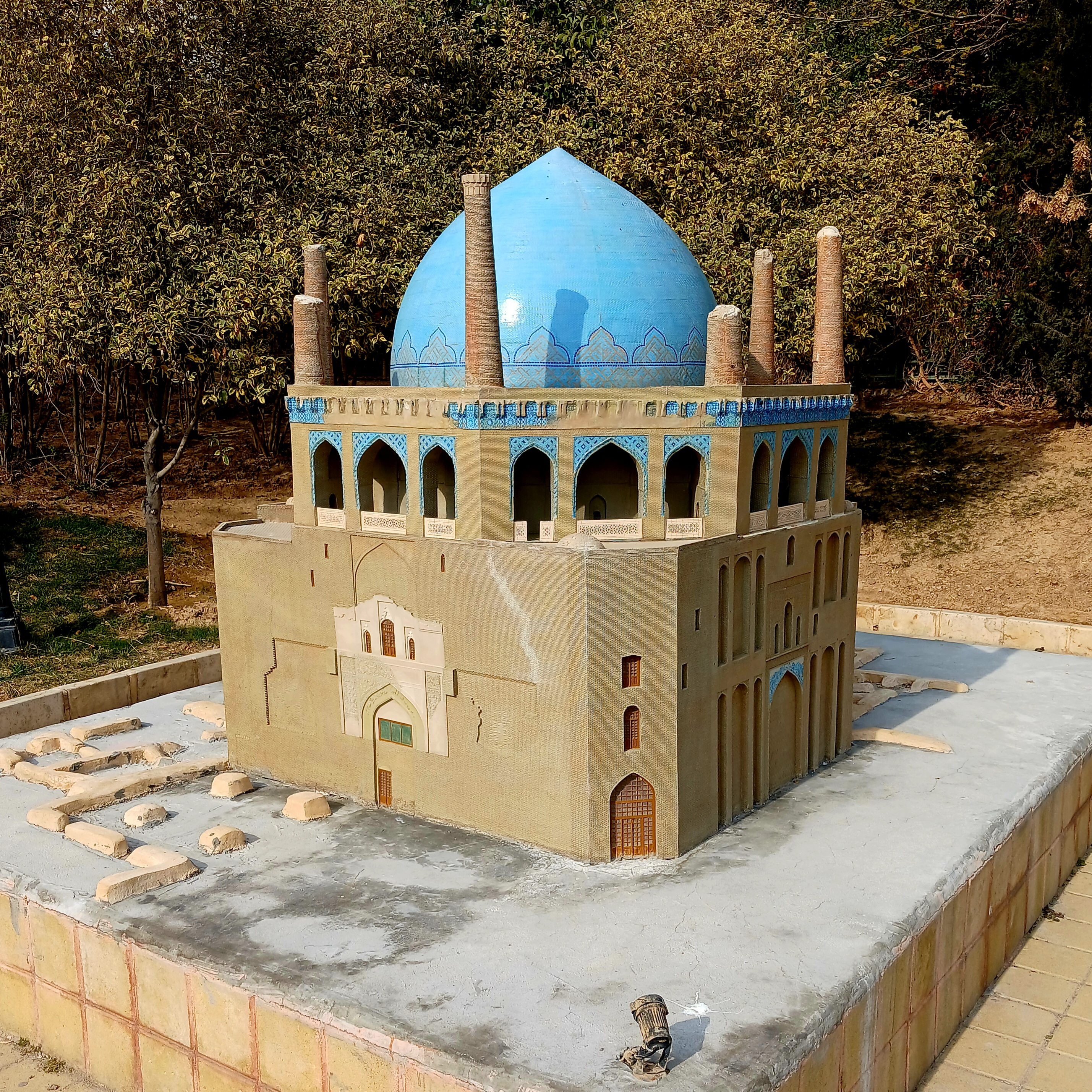
ماکت گنبد سلطانیه